# JA 37 Viggen
A JA 37 Viggen szuperszonikus, deltaszárnyú vadászbombázó repülőgép, melyet Svédországban fejlesztettek ki és gyártottak.
Exportra nem került, csak a Svéd Királyi Légierő rendszeresítette. Az utolsó, 329.-ik gépet 1988. szeptember 19-én adták át. Eddig 40 gép zuhant le, ami az összmennyiség 12%-a. Éles harcban sosem vett részt. Utódja a JAS 39 Gripen, a hadrendből az utolsó gépeket a 2000-es évek elején vonták ki, ezeket elbontották. A típus egy példánya a Szolnoki Repülőmúzeumban látható.

## Története
Az új repülőgép kifejlesztésénél fontos kritériumként jelölték a rövid fel- és leszállási úthosszt, az egyszerű kiszolgálási szükségletet és hogy akár autópálya-szükségrepülőterekről is üzemeltetni lehessen. Az első prototípus 1967. február 8-án szállt fel. Ekkor kapta a Viggen (Mennydörgés) nevet.
1960-ban az Egyesült Államok Nemzetbiztonsági Tanácsa, melyet Eisenhower elnök vezetett, biztonsági garanciát adott Svédországnak. Ebben az amerikaiak kötelezettséget vállaltak arra, hogy katonai segítséget adnak Svédországnak abban az esetben, ha szovjet támadás éri Svédországot, és a két ország haditechnikai egyezményt is aláírt. Ebben a megállapodásban, melyet "37-annex" néven ismernek, Svédország lehetőséget kapott arra, hogy csúcstechnikájú amerikai repülőgépgyártási technológiákhoz férjen hozzá, ez a Saab 37 Viggen tervezését és gyártását lényegesen lerövidítette és olcsóbbá tette. Nils Bruzeliusnak a Svéd Nemzeti Védelmi Főiskolában végzett kutatásai szerint ennek hivatalosan közzé nem tett oka az volt, hogy az amerikai Polaris tengeralattjáróknak, melyek közvetlenül a svéd partok előtt manővereztek, védelemre volt szükségük a szovjet tengeralattjáró-elhárító repülőgépek fenyegetésével szemben.
A Viggen-t öt különböző változatban gyártották:
- AJ 37 (Attack.Jakt) támadóváltozat (103 db)
- SK 37 (Skol) kétüléses oktató változat (17 db)
- SF 37 (Spaning Foto) optikai felderítő ( 28 db)
- SH 37 (Spaning Havsövervak) parti őrségi felderítő (27 db)
- JA 37 (Jakt) vadászváltozat (149 db)

A felderítő változatok a speciális felszerelések mellett teljes értékű csapásmérő képességgel rendelkeznek.

## Szerkezeti felépítés és tervezési sajátosságok
A hagyományosan hátul elhelyezett vízszintes vezérsíkot a hatalmas méretű, farkasfoggal ellátott és tört belépőélű szárnyak elé építették. A kacsa-vezérsíkon alakították ki a magassági kormányokat, míg a szárnyak kilépőéle mentén a kombinált csűrő fékszárnyrendszert. A robusztus sárkány +12 g manőverezés közbeni túlterhelésnek is ellenáll, köszönhetően az erős szárnybekötéseknek, a szárnyak méhsejtszerkezetének. A teljesen fémépítésű repülőgép borításánál a hőálló, egyben könnyű tömegű titánötvözeteket is felhasználták. A nagy teherbírású iker főfutókerekek egymás mögött vannak elhelyezve.

### Elektronika
A lokátorsugár-áteresztő radarkúp mögött a támadóváltozatokban az Ericsson PS–37/A többfunkciós radar található, amely térképező, egyszerű terepkövető, légiharc és levegő-föld távolságmérő üzemmóddal rendelkezik. A vadászváltozatba a PS–46/A radar került.
A fedélzeti elektronika része a Honeywell rádió-magasságmérő, a Decca Doppler 72 navigációs készlet, az SATT  besugárzásjelző és elektronikus zavarórendszer, a SAAB CK37 központi számítógép, amely magába foglalja a fegyverszámítógépet is, és ezek együtt biztosítják a Viggen-nek, hogy éjszaka vagy rossz időjárási viszonyok között is képes legyen légicsapás végrehajtására.
A Viggen-be audio jelzőrendszert építettek be, amely beszédhangon figyelmezteti a pilótát a veszélyekre.

### Hajtómű
A SAAB cég a Viggen hajtóművéül az amerikai Pratt & Whitney JT8D-22-t választotta. A kétáramú hajtómű forgórészei négy kis- és hét nagynyomású kompresszor fokozataiból állnak. A gázturbina licenc-gyártását a Volvo Flygmotor AG végezte. A hajtómű szerkezetét megerősítették, utánégetőrészt és torlósugár-fordítót kapott. A hajtómű svéd jelölése RM8A lett. A vadászváltozatot a normál üzemmódon kisebb füstkibocsátású, erősebb RM8B változattal látták el.
A Viggent sugárfékkel („reverz”) látták el. A berendezés a hajtóműből kiáramló gázsugarat előre tereli, ezzel megnöveli a fékhatást, drasztikusan csökkentve a kifutási úthosszt.
A svéd védelmi koncepció (a kis távolságok miatt) nem tartja fontosnak a repülőgép légi utántölthetőségét, így a Viggen sem alkalmas erre.

## Fegyverzet

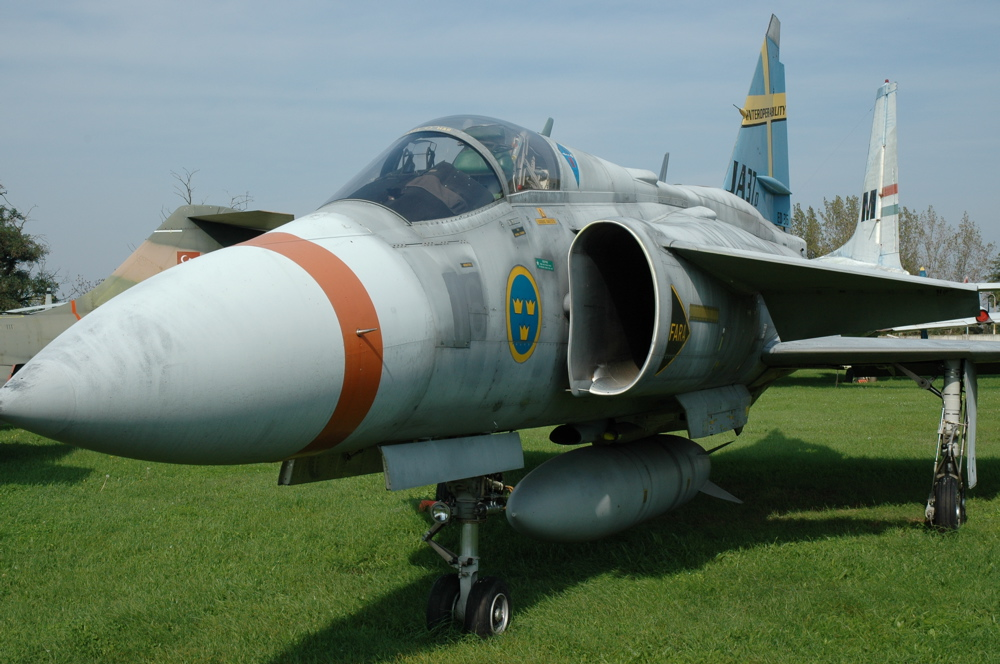
JA 37 Viggen a Magyar Repüléstörténeti Múzeumban Szolnokon

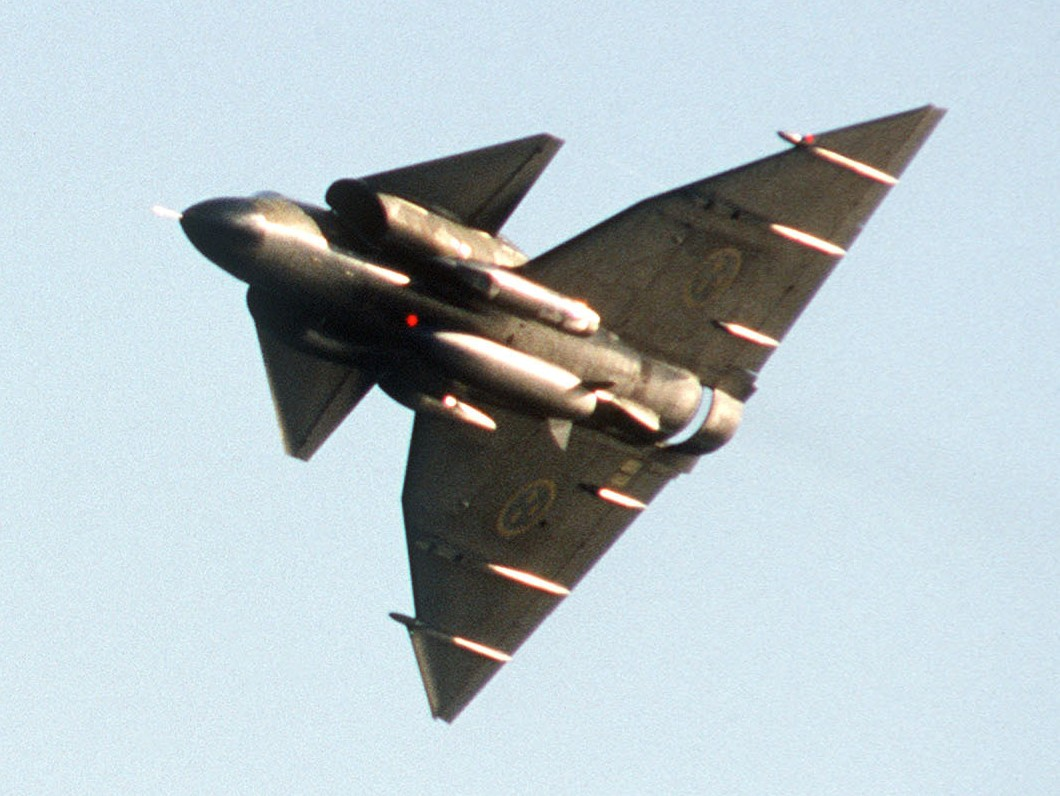
Viggen alulról, jól látható a deltaszárny, előtte a szintén delta alakú vezérsík (kacsa-elrendezés).

A Viggen hét fegyverfelfüggesztő csomóponttal rendelkezik. A szárnyak alatt négy, a törzs alatt három található.
Az AJ37-es fő fegyvere a svéd gyártmányú RB 04E, hajó elleni, és az RB 05A, földfelszíni célok elleni rakéta. Az RB 04 32 km-es hatótávolsággal, aktív célfelderítő radarral rendelkezik és minden időben alkalmazható. Az RB 05 hatótávolsága 9 km és az irányítását a pilóta a kabinból kis botkormánnyal végzi. Az RBS 15F robotrepülőgép hatótávolsága 150 km.
Hordozhat még 120, 250, 500, 600 kg-os romboló vagy repeszhatású bombákat, Bofors M70, nem irányított rakétablokkot, ADEN gépágyúkonténert, Ericsson Erijammer 200 elektronikai zavaró konténert, valamint Philips BOX-9 lokátor- és infrazavaró tölteteket kivető konténert is.
Önvédelmi célra a licencgyártott AIM–9J és L Sidewinder (svéd jelölés: RB72 és RB74) rakétákat alkalmazzák. A támadó Viggennek nincs beépített gépágyúja.
A vadászváltozatba a törzs alsó részén egy 30 mm-es Oerlikon gépágyút építettek be és alkalmassá tették az angol gyártású közepes hatótávolságú, félaktív lokátoros irányítású Sky Flash rakéta hordozására is.